# 新津丘陵

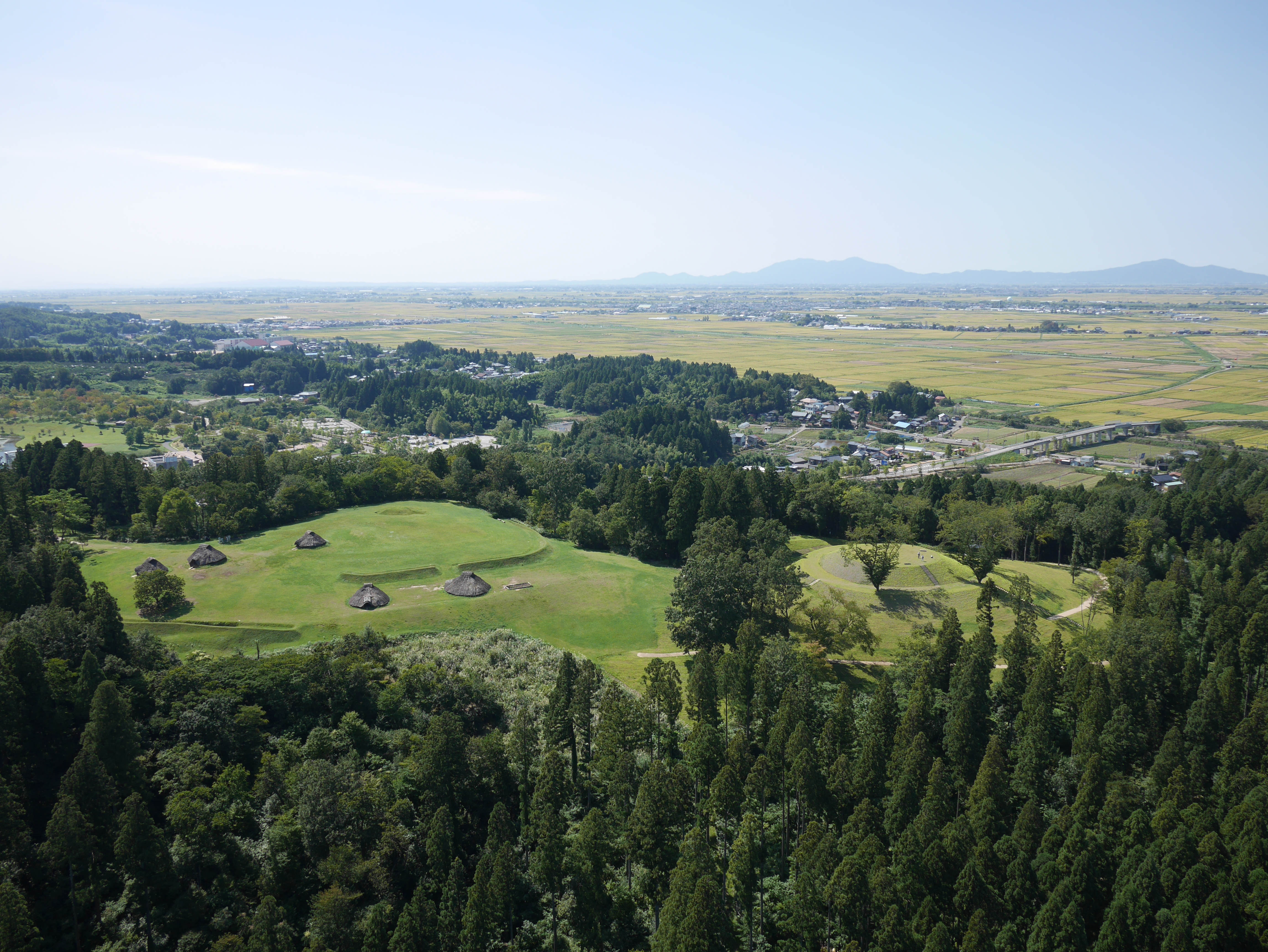
丘陵北西部にある古津八幡山遺跡

新津丘陵（にいつきゅうりょう）は、新潟県の越後平野東縁にある丘陵。

## 地形
新潟積成盆地を特徴づける北北東から南南西に走る丘陵のひとつ。その南限を加茂川（または五十嵐川）とする。新潟市秋葉区、五泉市、田上町、加茂市、三条市にまたがる位置にあり、第三期の褶曲山地をなす。魚沼丘陵背斜軸の北方延長線上に位置し、開析（侵食）の進んだ丘陵で緩やかな谷が深く入り込んでいる。標高は約300m以下の起伏の少ない山地・丘陵である。
南北20km、東西5km。標高は丘陵北端の秋葉山（あきはやま）付近で83m、新潟市域南端の菩提寺山（ぼだいじやま）で248.1mでとなっており、護摩堂山（ごまどうやま）を最高点とする。丘陵北端部は新潟市秋葉区において沖積平野に没する。

## 土地利用
古くから里山（たきぎ・山菜・果実・用水などの生活に結びついた山）として親しまれてきた。北西部の新潟市秋葉区金津周辺は油田層があり、明治・大正期に盛んに採油された金津油田がある。また、金津油田以外にも多数の油田が分布し、総称して新津油田と呼ばれていた。この地帯では横穴や油井などの遺構が残されているほか、現在でも油やガスが湧出している箇所がある。

## 施設

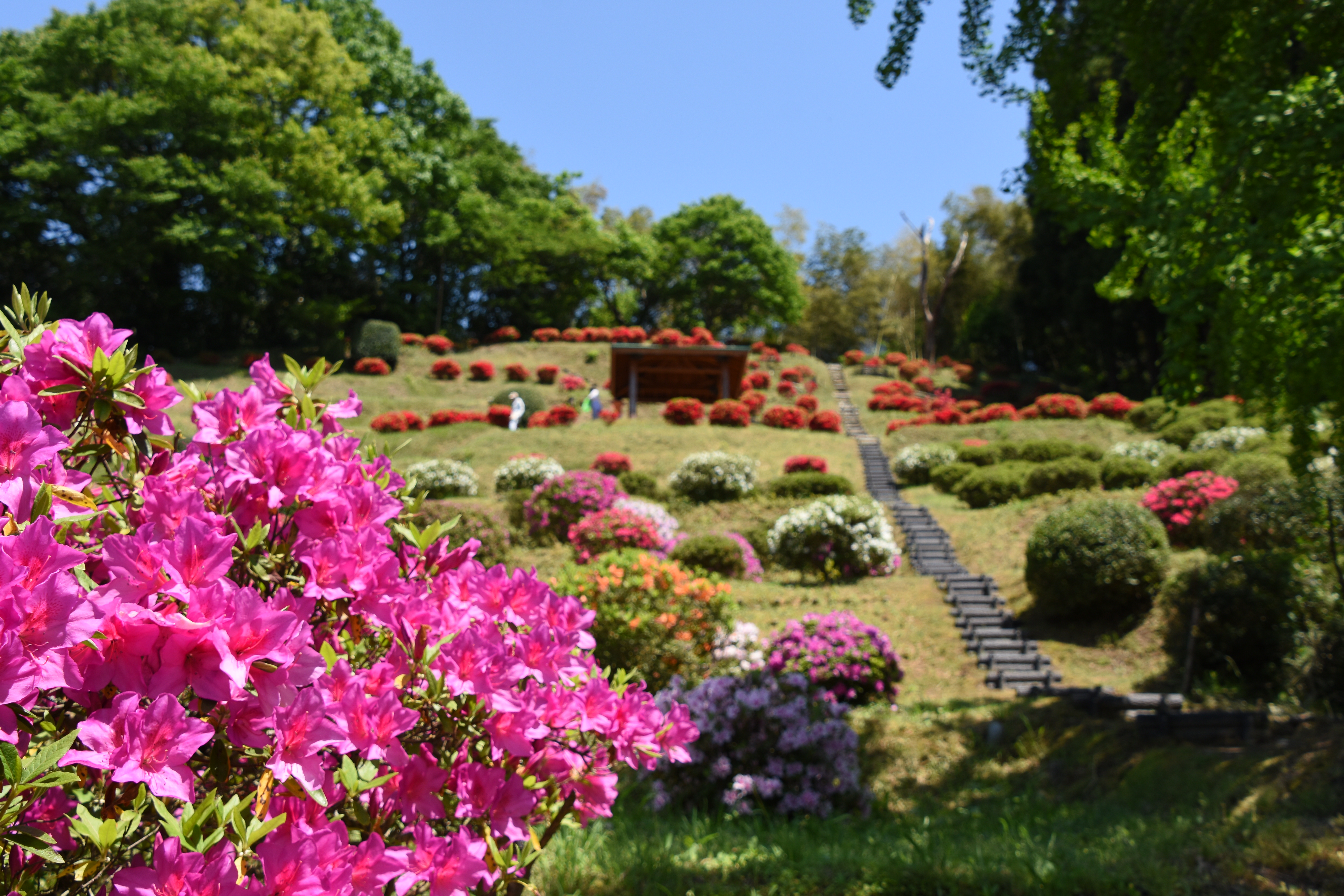
さつき山公園（新潟市秋葉区）

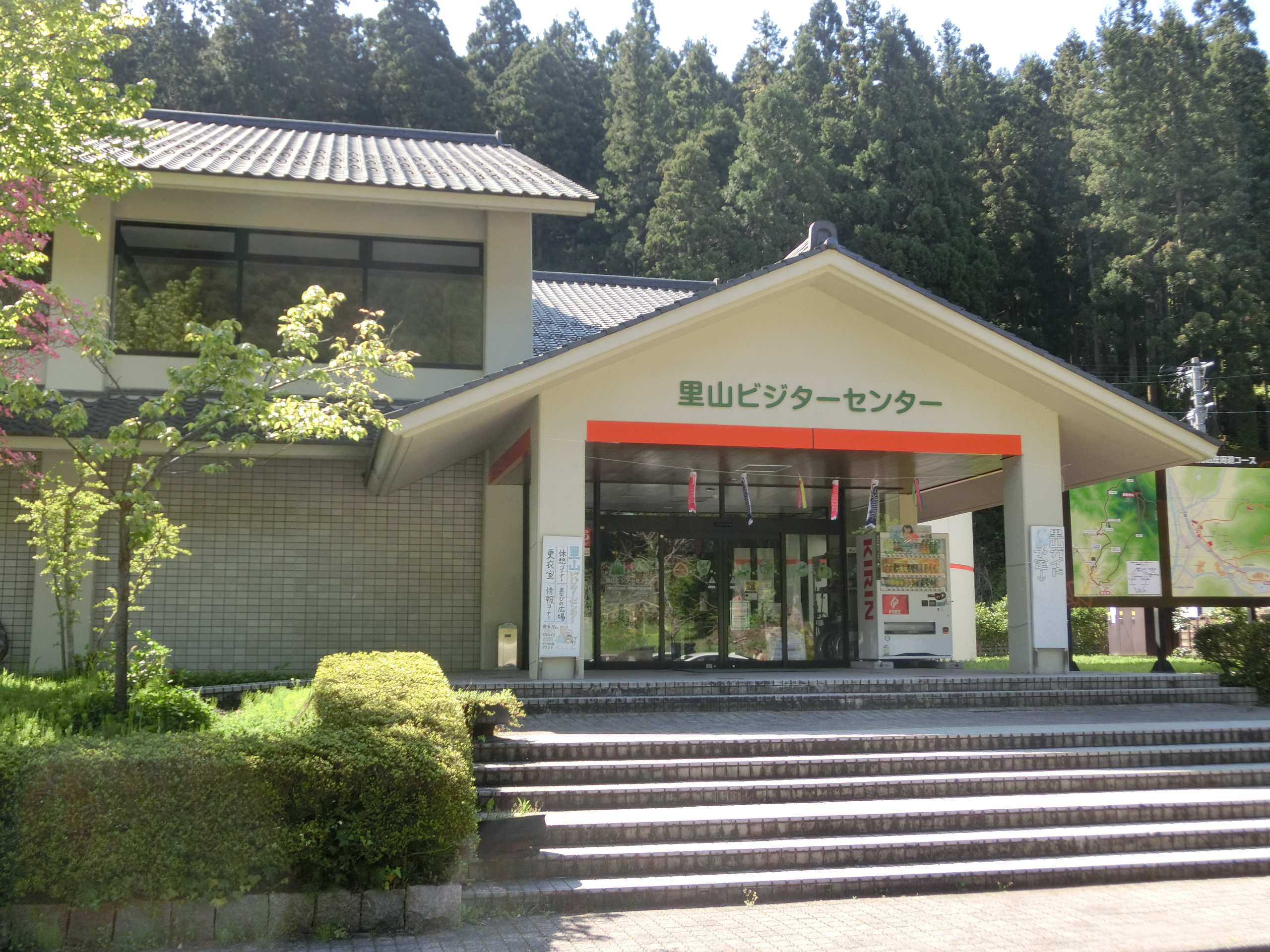
石油の里公園内にある里山ビジターセンター

丘陵内には「木もれ陽の遊歩道」をはじめとする遊歩道が多数整備されている。
- 秋葉公園
- さつき山公園
- 石油の里公園
  - 石油の世界館
  - 石油の古代館
  - 里山ビジターセンター
  - 中野邸美術館
- 花と遺跡のふるさと公園
  - 新潟県立植物園
  - 新潟県立埋蔵文化財センター
  - 新潟市新津美術館
  - 古津八幡山遺跡
  - 新津フラワーランド
- 新津クレー射撃場
- 新潟薬科大学